# Metapolybia encantata
Metapolybia encantata är en getingart som beskrevs av Cooper 1999. Metapolybia encantata ingår i släktet Metapolybia och familjen getingar. Inga underarter finns listade i Catalogue of Life.